# 脇憲一
脇 憲一（わき けんいち、1947年5月19日 - ）は、日本の実業家。東京計器株式会社最高顧問・元代表取締役社長。一般社団法人日本舶用工業会（JSMEA）副会長。一般社団法人日本フルードパワー工業会（JFPA）元会長。財団法人日本船舶技術研究協会評議員。旭日小綬章受章。

## 人物・経歴
1971年、上智大学法学部卒業。同年4月、東京計器株式会社に入社。同社執行役員、取締役、常務取締役等を経て、2008年に同社代表取締役社長に就任。2017年、旭日小綬章受章。2018年、同社代表取締役社長から退任し、同社最高顧問に就任。現在、一般社団法人日本舶用工業会（JSMEA）副会長や財団法人日本船舶技術研究協会評議員を務めている。また、一般社団法人日本フルードパワー工業会（JFPA）会長を務めた。